# Chthonius raridentatus
Chthonius raridentatus är en spindeldjursart som beskrevs av Hadzi 1930. Chthonius raridentatus ingår i släktet Chthonius och familjen käkklokrypare. Inga underarter finns listade i Catalogue of Life.